# Dessobriga
Dessobriga es un yacimiento arqueológico situado en las proximidades de las localidades españolas de Osorno y Melgar de Fernamental, a caballo entre las provincias de Palencia y Burgos, cuyo límite atraviesa el enclave de norte a sur. Ubicado en el altozano de Las Cuestas (Mina y Cenizales), donde se han recogido materiales cerámicos y restos de edificaciones tanto de la Primera Edad del Hierro como celtibéricos y romanos, fue un castro probablemente vacceo, si bien no está descartado que pudiera ser turmogo. 
Dessobriga es citada en el Itinerario de Antonino (449, 4) como una mansio en la vía ab Asturica Tarracone entre las mansiones de Lacobriga y Segisamone, de las cuales se halla separada XV millas en ambas ocasiones.

## Toponimia
El topónimo de Dessobriga es de origen celta. Se compone de las siguientes raíces:
- dess-, desso-, «derecha», aunque también «hacia el sur», dado que el sur se encuentra a mano derecha, partiendo de una orientación al este, la principal en la sociedad celta;
- -briga, «ciudad fortificada», muy común en la toponimia ibérica.[2]

## Investigación arqueológica

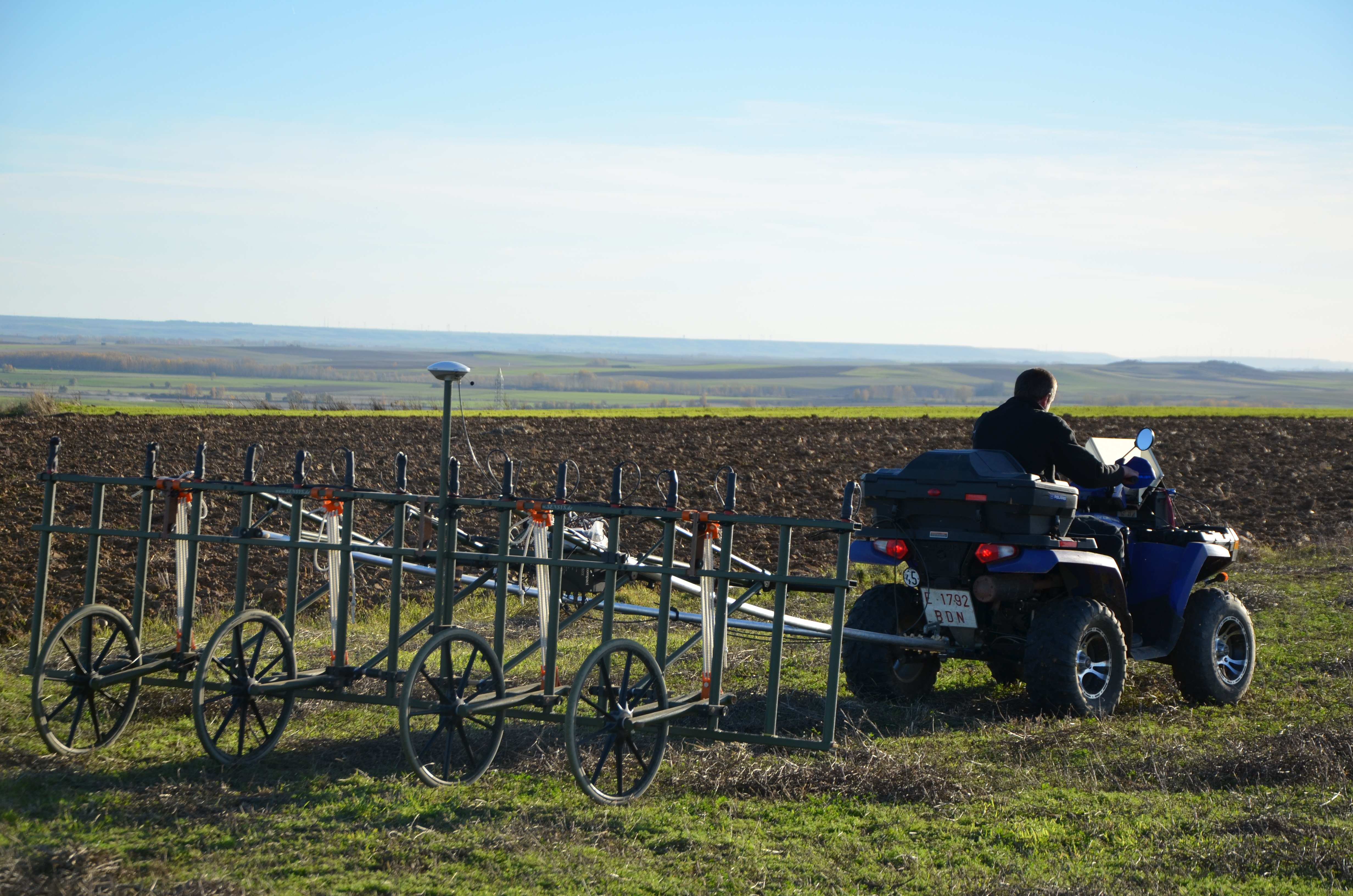
La empresa alemana SENSYS realizando los trabajos de prospección geomagnética en el Yacimiento prerromano de Dessobriga los días 9, 10 y 11 de noviembre de 2013

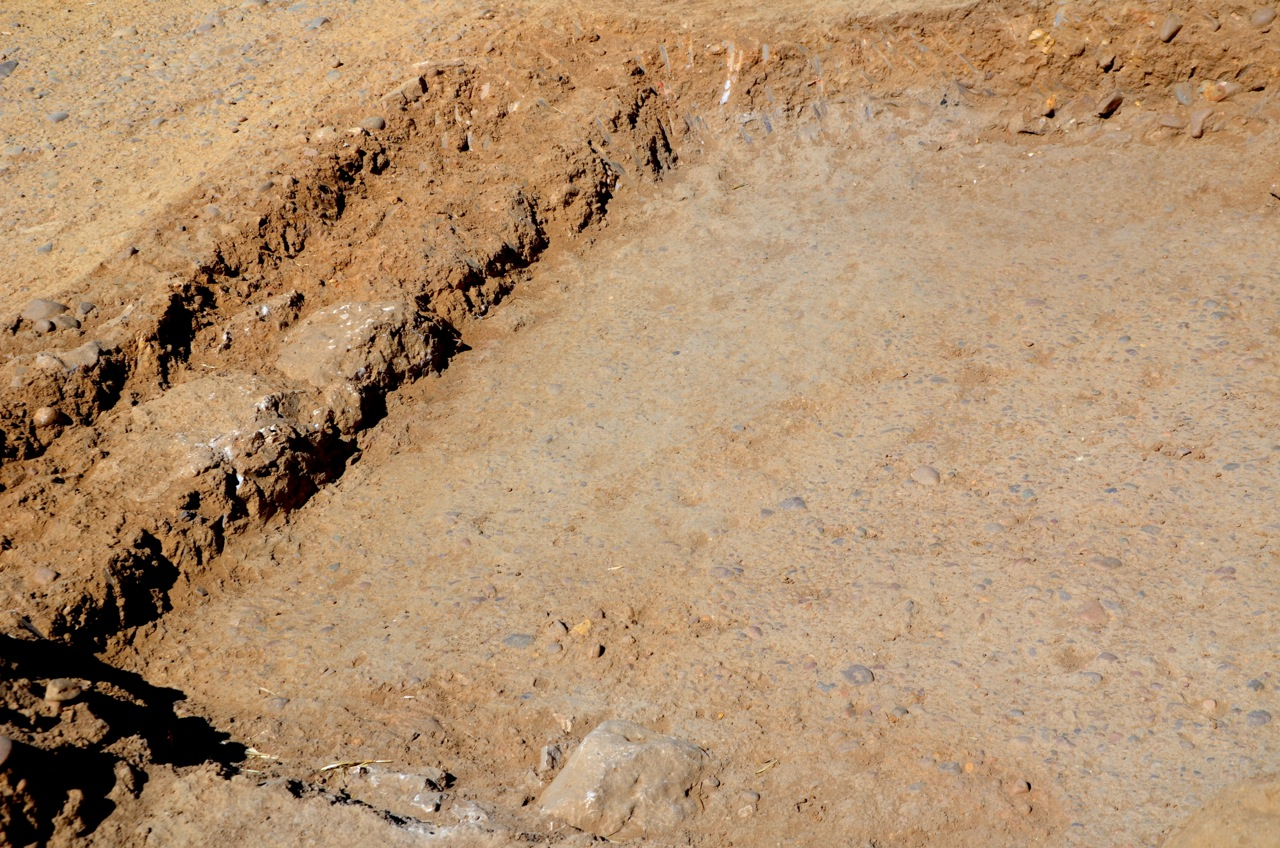
Escalón de acceso al edificio monumental descubierto durante la campaña del 2014 en la cata 3.

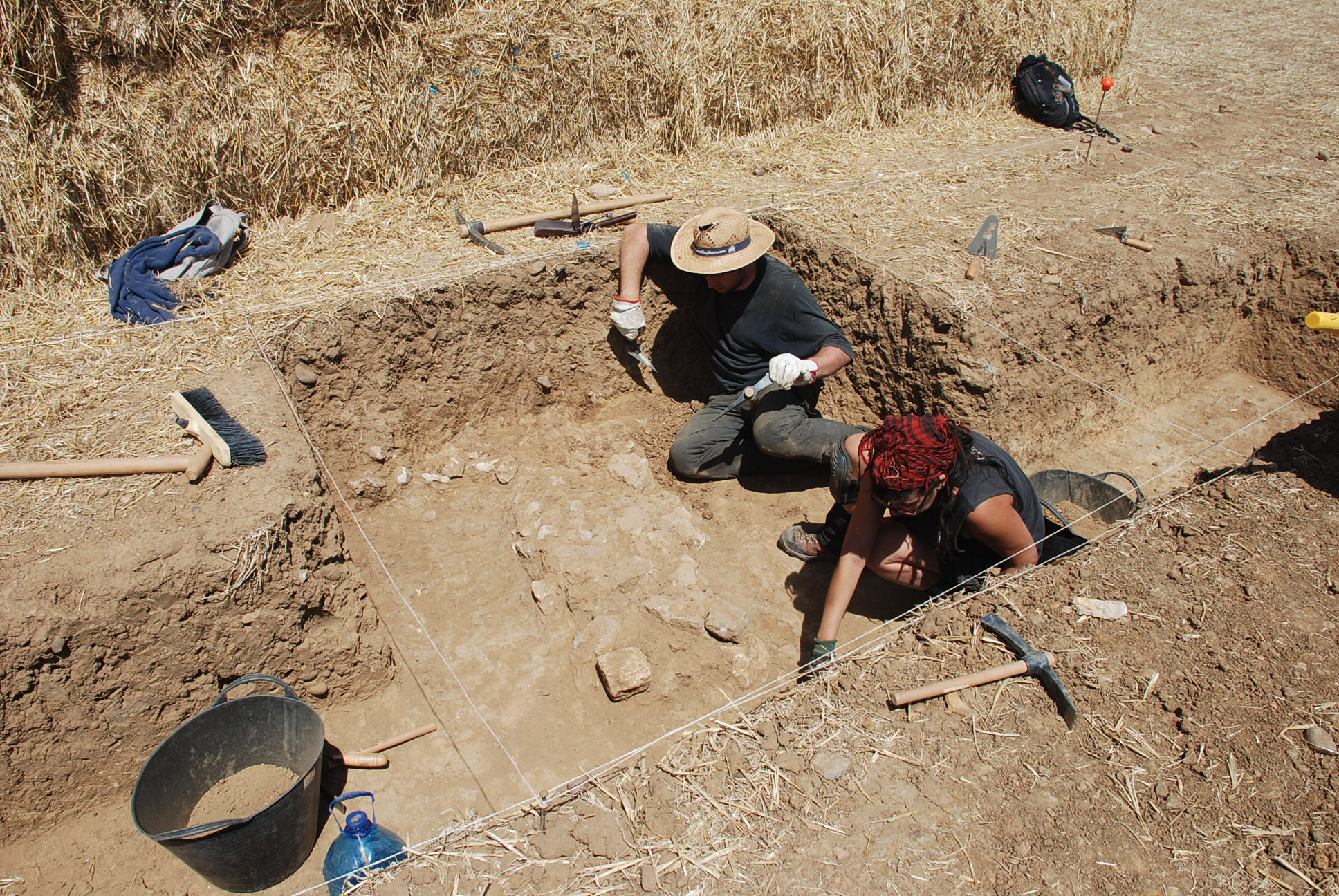
Campaña de excavaciones de agosto de 2014. Esquina oeste del edificio monumental que se proyecta desde la Cata 3.

Entre junio y septiembre de 2001, previo a la construcción de la autovía del Camino de Santiago, se llevaron a cabo labores arqueológicas en una superficie de 5.000 metros cuadrados. Los resultados de las excavaciones realizadas quedaron recogidos en la exposición del Museo Arqueológico de Palencia Arqueología en la obra pública: la autovía del Camino de Santiago, A-231, León-Burgos, donde se dieron detalles del asentamiento que las fuentes clásicas identifican como la ciudad prerromana y romana de Dessobriga. 
Estos descubrimientos resultaron interesantes para conocer la ocupación de la Primera Edad del Hierro, ya que se reconoció en planta una amplia superficie del poblado. En total se exhumaron 19 cabañas circulares, la mayoría de ellas articuladas en torno a tres calles de entre dos y cuatro metros de ancho, una de ellas con un empedrado de pequeños cantos de cuarcita, en una incipiente ordenación urbanística. Las cabañas exhumadas se articulan en torno a estos ejes, abriendo sus puertas a los mismos.
Además, se halló una zona dedicada a actividades artesanales relacionadas con un horno. Desde el punto de vista cultural, este poblado se inscribe dentro del momento de plenitud del horizonte Soto de Medinilla, datándose a partir de la arquitectura doméstica, del material cerámico y de las diversas dataciones absolutas realizadas entre los siglos VIII y V a. C.
En algunas zonas de la actuación se atestiguó por encima de los niveles del Hierro I algunos restos pertenecientes a la época celtibérica. En cuanto a la ocupación de época romana, solo aparece representada por algunos fragmentos cerámicos recuperados en los niveles superficiales, los cuales deben proceder de la parte alta del páramo, lugar donde se asienta la antigua ciudad.
En esta zona abunda la terra sigillata y quedan restos de una calzada, que han permitido encuadrar su poblamiento pleno desde la segunda mitad del siglo I d. C. hasta la época medieval, perdurando sin interrupción durante todo el período romano como atestiguan los fragmentos de sigillata tardíos. También se han localizado, respecto al numerario augusteo, 5 ases (cecas Bílbilis, Calagurris, Celsa y Turiaso) y un denario (ceca Lugdunum, 2 a. C./14 d. C.).
Durante el mes de noviembre del 2013 se efectuaron prospecciones geomagnéticas con el objeto de desentrañar la trama urbana y muro del antiguo poblado, de 194 hectáreas de superficie. Durante estos trabajos se identificaron una segunda muralla, viviendas y viales de comunicación no catalogados en las prospecciones anteriores. La promotora del Proyecto Dessobriga es la palentina Margarita Torrione, historiadora hispanista y catedrática de la Universidad de Saboya y miembro de la Société Archéologique de Bron, dedicada a la prospección arqueológica de superficie y a la fotografía aérea en la región de Lyon.
El cineasta y documentalista Javier Trueba ha rodado las primeras imágenes del Proyecto Dessobriga en noviembre de 2013 (Madrid Scientific Films).

## Campaña del verano del 2014

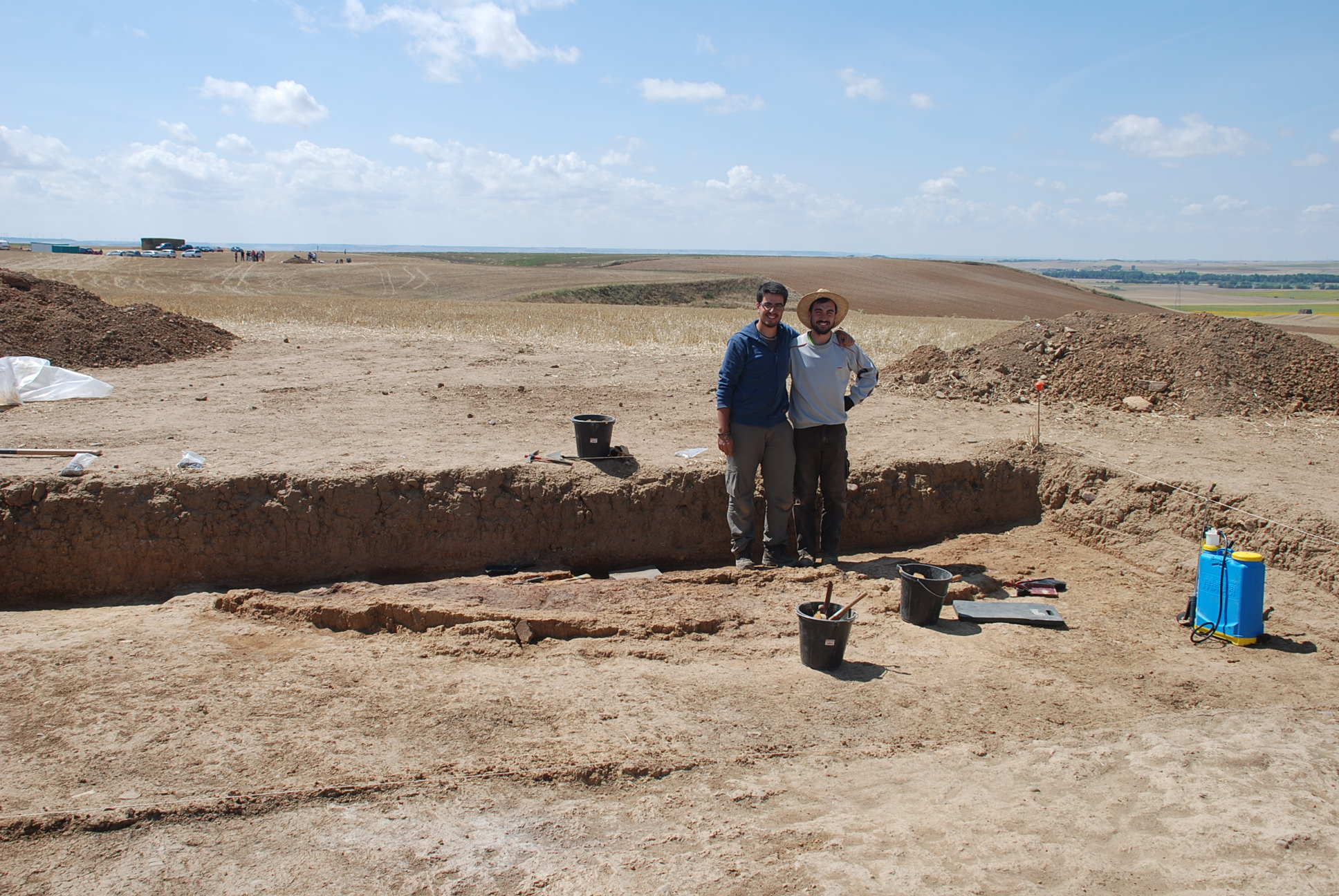
Cata 1, correspondiente con el cierre de una cabaña de la Primera Edad del Hierro.

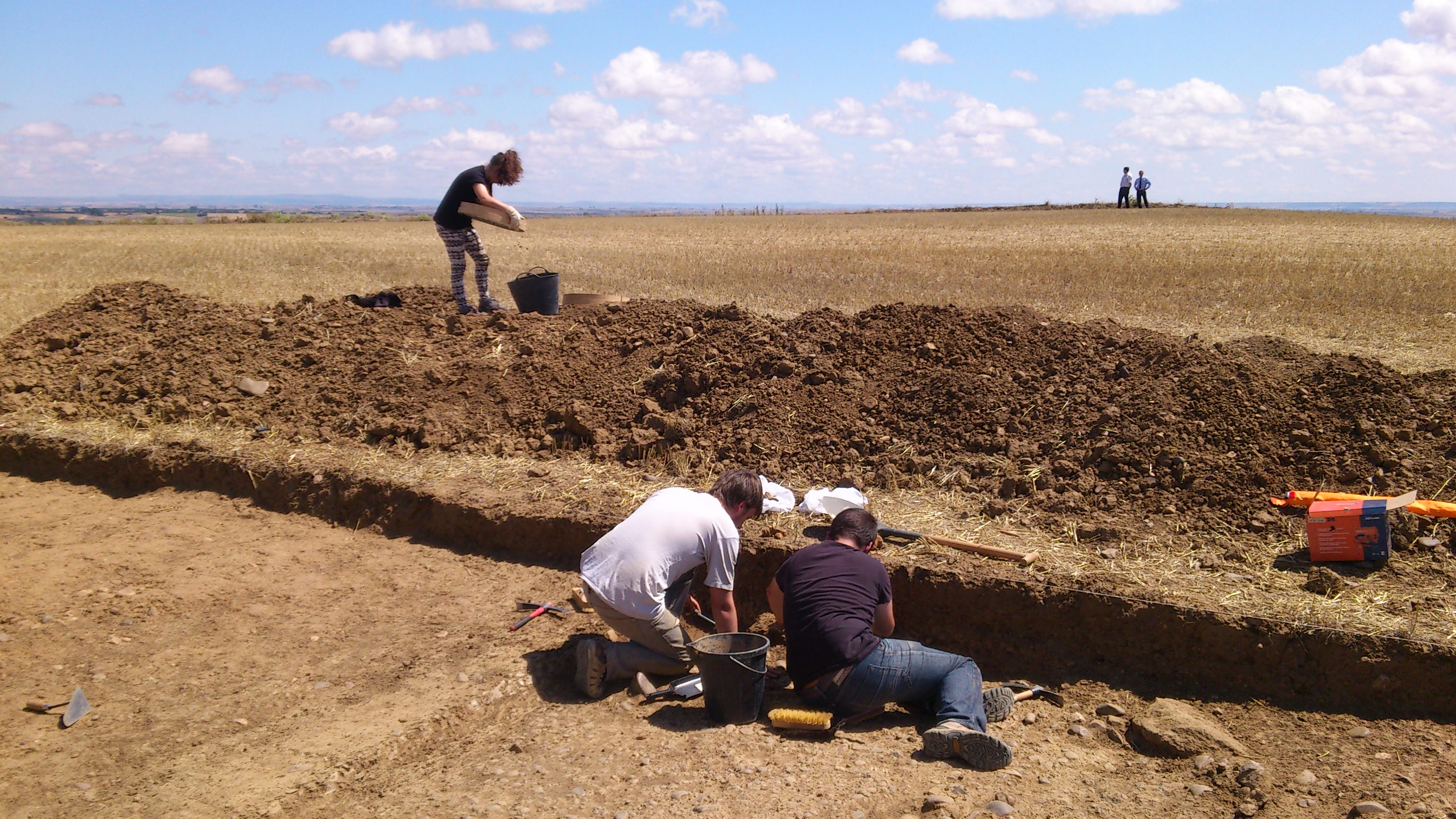
Cata 2 correspondiente al cierre defensivo de la Segunda Edad del Hierro. Está pendiente aún la atribución del yacimiento al pueblo prerromano Vacceo o Turmogo.

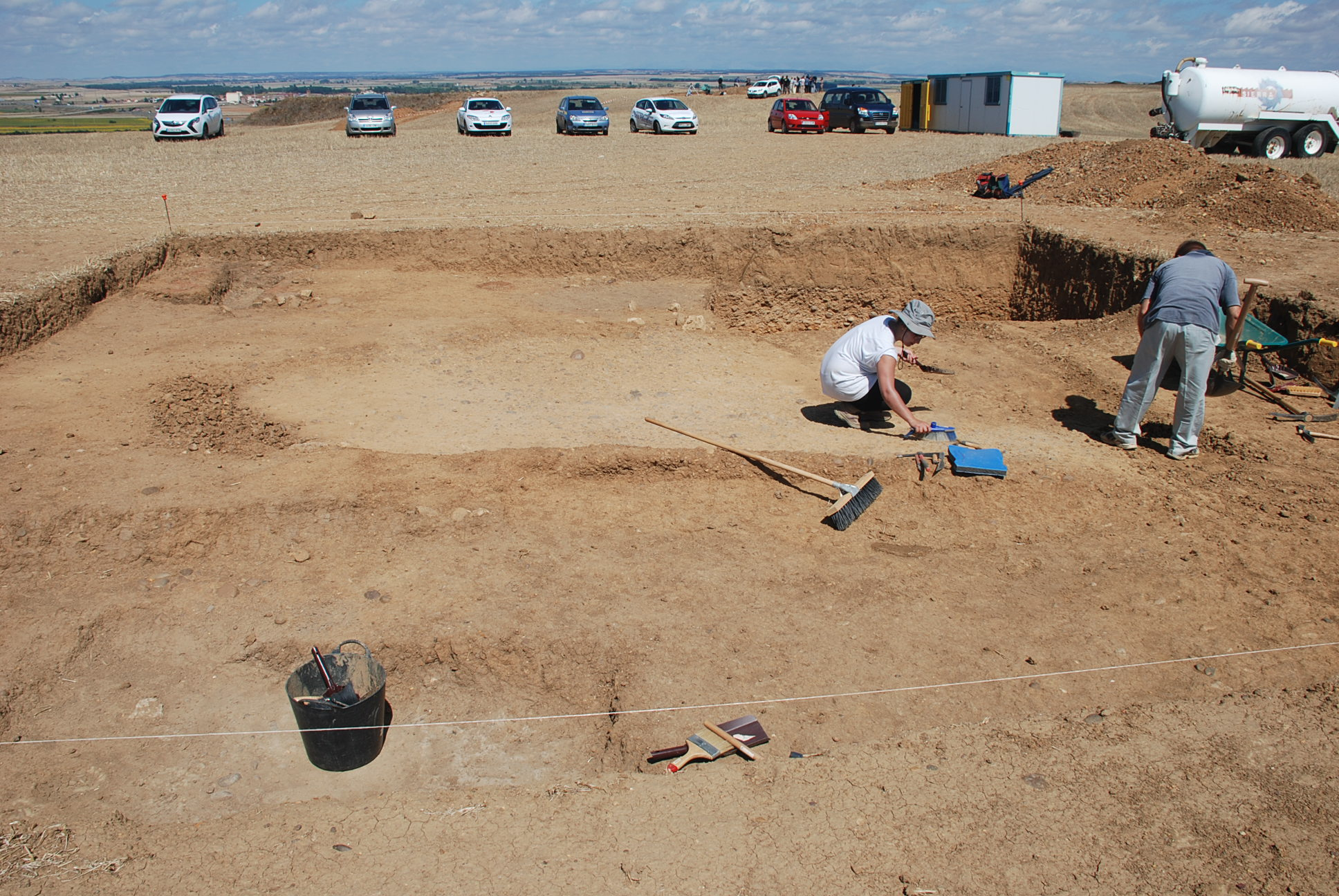
Cata 3 correspondiente a la zona de mayor presencia romana.

Del 14 de julio al 10 de agosto de 2014, se llevaron a cabo labores de excavación en el yacimiento. Se organizaron dos grupos de trabajo compuesto por 34 jóvenes de diversas nacionalidades, coordinados por los arqueólogos Javier Abarquero y Jaime Gutiérrez, de la Universidad de Valladolid.

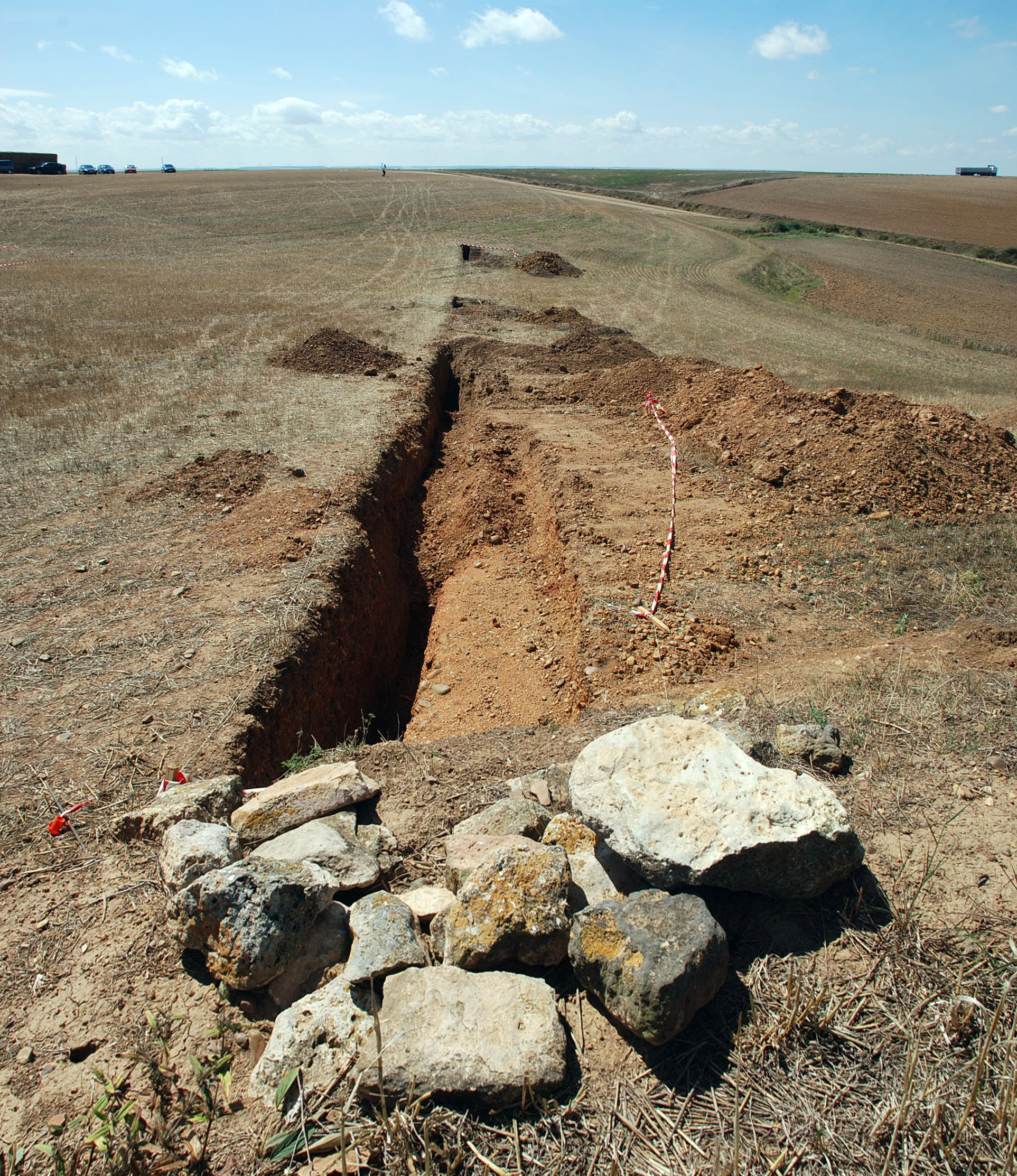
Cata de corte longitudinal a través del cinturón defensivo de época celtibérica.

A partir de los resultados obtenidos durante las prospecciones geomagnéticas, se decidieron 4 zonas de actuación sobre la que articular la campaña. Estas 4 catas originales, luego se vieron ampliadas en función de lo encontrado. 

### Cata 1 o cata de la zona de la Primera Edad del Hierro
En esta cata, ubicada en la zona Norte del promontorio, la más antigua, se desenterró lo que parece ser un poblado de la primera Edad del Hierro, del siglo IX o VIII a. C. En el área excavada se ha encontrado una cabaña de gran tamaño (unos ocho metros de diámetro). En esta campaña solo se ha exhumado una parte de la misma, permaneciendo el resto aún enterrado. Se trata de una construcción circular, con muros de adobe y que se completa con un banco corrido de asiento. y si bien este tipo de construcciones ya están documentadas en otros yacimientos, lo que aquí se encuentre servirá para ampliar la información que sobre los sistemas de construcciones se dispone, según explica el arqueólogo Javier Abarquero. El descubrimiento de la cabaña, que presenta rastros del fuego que acabó con ella (y que también permitió una mejor conservación del adobe), se completa con una zona de circulación empedrada e indicios de otra cabaña, justo al otro lado de la vía, aunque de menor tamaño.

### Cata 2 o cata de la zona de la muralla
Ubicada a unos 400 metros al sur de la cata 1, y en ella se ha encontrado parte de una muralla de la Segunda Edad del Hierro, datada de los siglos V a III a. C., lo que da muestra de la existencia de pobladores indígenas en ese asentamiento, de carácter defensivo. En todo el yacimiento se hallan localizadas hasta cuatro líneas amuralladas diferentes.

### Cata 3 o cata de la zona romana
Ubicada a su vez a unos 100 metros al sur con respecto a la cata 2 se abrió la tercera y mayor cata de la campaña 2014. Esta cata de 10x10 metros ha permitido descubrir una edificación correspondiente a la mansio urbana. Se trataría de una vivienda grande y de prestigio, que podría ser de carácter administrativo o servir para el alojamiento de residentes del Imperio. Jaime Gutiérrez explica que consta de dos estancias, una a la que se accede a través de varios peldaños, y que se encontró un día antes de concluir los trabajos del año 2014, y una segunda que correspondería a zona de almacenamiento, ya que cuenta con rastros de hoyos de barro quemado, lugar de colocación de las ánforas. Esta edificación parece proyectarse varios metros hacia el oeste donde se abrió una cata de reducidas dimensiones donde se encontró lo que podía corresponder con su cierre en esa dirección. El equipo de arqueólogos teorizar acerca de si esta zona podría corresponderse con el foro de la ciudad. Se trataría de un espacio porticado que podría rondar los 50 metros de ancho por 60 de largo bordeado por una calzada de piedra con una pequeña habitación aledaña con los cimientos destrozados por el efecto de la maquinaria agrícola utilizada durante siglos y diferentes saqueos. En esta zona han aparecido también restos de lo que podría ser una gran tinaja de almacenamiento.

## Otras catas
Se efectuaron también otras catas. En concreto, una cuarta cata buscando la necrópolis de la ciudad, así como una cata longitudinal siguiendo el eje Norte-Sur con el objeto de prospectar la línea defensiva prerromana.
En 2015 se encontró una muralla de 400 metros lineales con dos fosos arrasados e incendiados, ambos con abundantes proyectiles y flechas de asalto que demostrarían que los vacceos presentaron resistencia a Roma

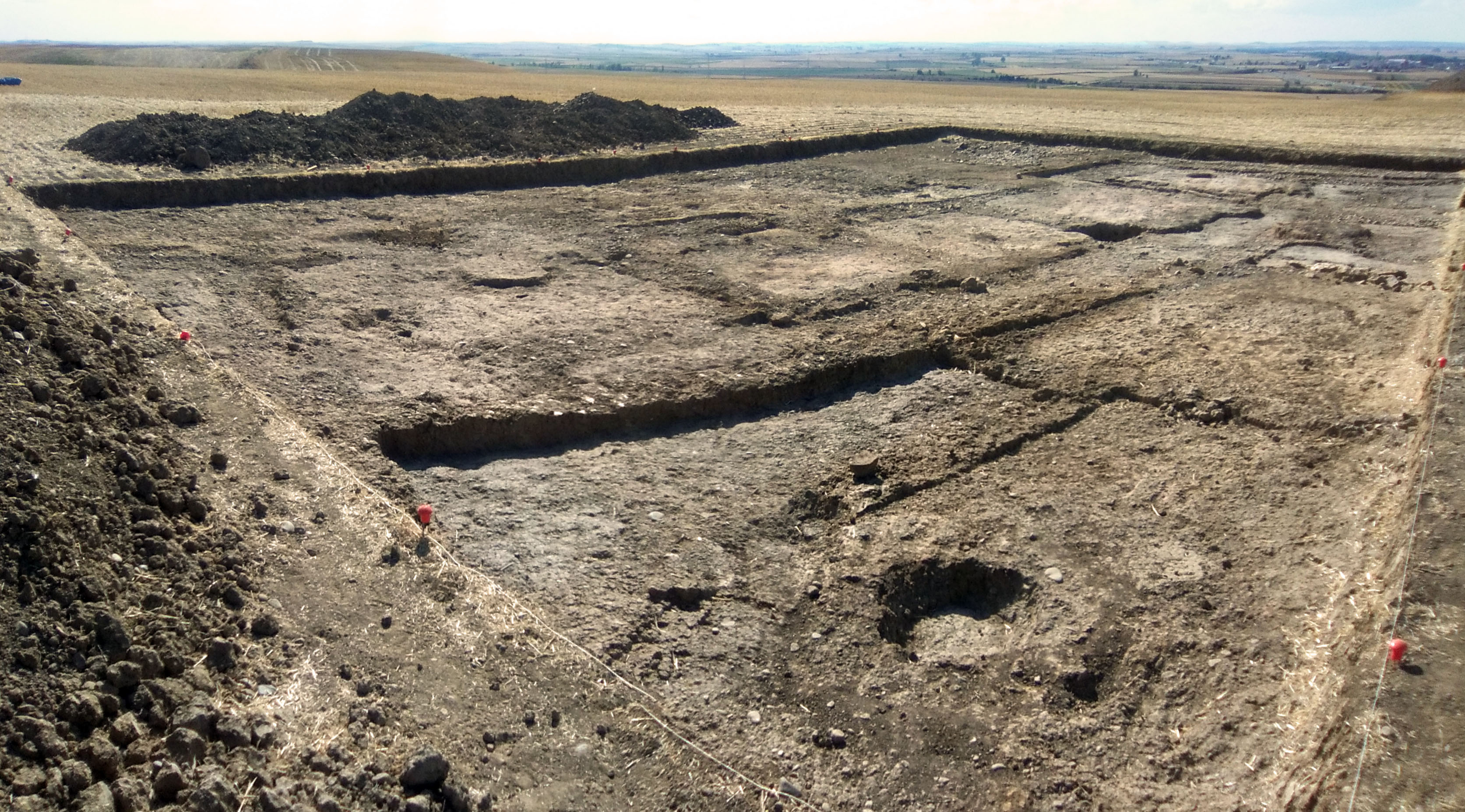
Vista del área excavada en la campaña del 2017.